# Eddie Powers Memorial Trophy
Eddie Powers Memorial Trophy je hokejska nagrada, ki se letno podeljuje vodilnemu strelcu lige Ontario Hockey League. Pokal je daroval klub Toronto Marlboro Athletic Club v spomin Edwarda Powersa. Prvič so ga podelili po koncu sezone 1945/46 Todu Sloanu, hokejistu moštva St. Michael's. 

## Dobitniki
- 2008/09: John Tavares, London Knights
- 2007/08: Justin Azevedo, Kitchener Rangers
- 2006/07: Patrick Kane, London Knights
- 2005/06: Rob Schremp, London Knights
- 2004/05: Corey Perry, London Knights
- 2003/04: Corey Locke, Ottawa 67's
- 2002/03: Corey Locke, Ottawa 67's
- 2001/02: Nathan Robinson, Belleville Bulls
- 2000/01: Kyle Wellwood, Belleville Bulls
- 1999/00: Sheldon Keefe, Barrie Colts
- 1998/99: Peter Sarno, Sarnia Sting
- 1997/98: Peter Sarno, Windsor Spitfires
- 1996/97: Marc Savard, Oshawa Generals
- 1995/96: Aaron Brand, Sarnia Sting
- 1994/95: Marc Savard, Oshawa Generals
- 1993/94: Jason Allison, London Knights
- 1992/93: Andrew Brunette, Owen Sound Platers
- 1991/92: Todd Simon, Niagara Falls Thunder
- 1990/91: Eric Lindros, Oshawa Generals
- 1989/90: Keith Primeau, Niagara Falls Thunder
- 1988/89: Bryan Fogarty, Niagara Falls Thunder
- 1987/88: Andrew Cassels, Ottawa 67's
- 1986/87: Scott McCrory, Oshawa Generals
- 1985/86: Ray Sheppard, Cornwall Royals
- 1984/85: Dave MacLean, Belleville Bulls
- 1983/84: Tim Salmon, Kingston Canadians
- 1982/83: Doug Gilmour, Cornwall Royals
- 1981/82: Dave Simpson, London Knights
- 1980/81: John Goodwin, Sault Ste. Marie Greyhounds
- 1979/80: Jim Fox, Ottawa 67's
- 1978/79: Mike Foligno, Sudbury Wolves
- 1977/78: Bobby Smith, Ottawa 67's
- 1976/77: Dwight Foster, Kitchener Rangers
- 1975/76: Mike Kaszycki, Sault Ste. Marie Greyhounds
- 1974/75: Bruce Boudreau, Toronto Marlboros
- 1973/74: Jack Valiquette, Sault Ste. Marie Greyhounds & Rick Adduono, St. Catharines Black Hawks
- 1972/73: Blake Dunlop, Ottawa 67's
- 1971/72: Dave Gardner & Billy Harris, Toronto Marlboros
- 1970/71: Marcel Dionne, St. Catharines Black Hawks
- 1969/70: Marcel Dionne, St. Catharines Black Hawks
- 1968/69: Réjean Houle, Montreal Junior Canadiens
- 1967/68: Tom Webster, Niagara Falls Flyers
- 1966/67: Derek Sanderson, Niagara Falls Flyers
- 1965/66: Andre Lacroix, Peterborough Petes
- 1964/65: Ken Hodge, St. Catharines Black Hawks
- 1963/64: Andre Boudrias, Montreal Junior Canadiens
- 1962/63: Wayne Maxner, Niagara Falls Flyers
- 1961/62: Andre Boudrias, Montreal Junior Canadiens
- 1960/61: Rod Gilbert, Guelph Biltmore Mad Hatters
- 1959/60: Chico Maki, St. Catharines Tee Pees
- 1958/59: Stan Mikita, St. Catharines Tee Pees
- 1957/58: John McKenzie, St. Catharines Tee Pees
- 1956/57: Bill Sweeney, Guelph Biltmore Mad Hatters
- 1955/56: Stan Baliuk, Kitchener Canucks
- 1954/55: Hank Ciesla, St. Catharines Tee Pees
- 1953/54: Brian Cullen, St. Catharines Tee Pees
- 1952/53: Jim McBurney, Galt Black Hawks
- 1951/52: Ken Laufman, Guelph Biltmore Mad Hatters
- 1950/51: Lou Jankowski, Oshawa Generals
- 1949/50: Earl Reibel, Windsor Spitfires
- 1948/49: Bert Giesebrecht, Windsor Spitfires
- 1947/48: George Armstrong, Stratford Kroehlers
- 1946/47: Fleming Mackell, Toronto St. Michael's Majors
- 1945/46: Tod Sloan, Toronto St. Michael's Majors

## Dobitniki do 1946
- 1944/45: Leo Gravelle, Toronto St. Michael's Majors
- 1943/44: Ken Smith, Oshawa Generals
- 1942/43: Red Tilson, Oshawa Generals
- 1941/42: Bob Wiest, Brantford Lions
- 1940/41: Gaye Stewart, Toronto Marlboros
- 1939/40: Jud McAtee, Oshawa Generals
- 1938/39: Billy »The Kid« Taylor, Oshawa Generals
- 1937/38: Hank Goldup, Toronto Marlboros
- 1936/37: Billy »The Kid« Taylor, Oshawa Generals
- 1935/36: John O'Flaherty, West Toronto Redmen
- 1934/35: Jimmy Good, Toronto Lions
- 1933/34: J. J. Graboski, Oshawa Majors